# Chrysidoidea
Chrysidoidea — надродина перетинчастокрилих комах підряду Стебельчасточеревні (Apocrita). Описано понад 6000 видів у семи родинах, що поширені по всьому світі. Ще одна родина відома лише по викопних залишках.

## Опис
Більшість видів дрібного розміру, до 7 мм, інколи до 15 мм. Всі представники групи є паразитоїдами або клептопаразитами. Личинки цих комах розвиваються у тілі комах або інших членистоногих.

## Класифікація
- Bethylidae
- Chrysididae
- Dryinidae
- Embolemidae
- †Plumalexiidae
- Plumariidae
- Sclerogibbidae
- Scolebythidae